# 汪文進
汪 文進（おう ぶんしん、? - 590年）は、陳末から隋初にかけての人物。婺州の人。

## 生涯
江南は、東晋以来、刑法が寛大であり、厳格に執行されておらず、世族が寒門庶族の上にあって凌駕していた。隋が陳を平定して以降、尚書右僕射の蘇威が『五教』を撰じ、江南の農民が老若男女を問わずこれを読むと、官民を問わず不平不満を抱くようになった。婺州の汪文進・越州の高智慧・呉州の沈玄儈は、反乱を起こし、天子を自称し、百官を設けた。隋の文帝（楊堅）は、楊素を行軍総管に任じ、軍を率いて討伐させた。汪文進は、蔡道人を司空に任じ、楽安を守らせたが、楊素によって汪文進・蔡道人らは皆平定された。